# Francisco Rodríguez Pascual
Francisco Rodríguez Pascual (Carbajales de Alba, Zamora, 20 de marzo de 1927-Salamanca, 22 de abril de 2007) fue un antropólogo y humanista español.

## Biografía
Nacido en la localidad zamorana de Carbajales de Alba, capital de la comarca de Alba, fue ordenado sacerdote de los Claretianos, Hijos del Corazón de María, dedicándose en sus primeros cincuenta años de vida al ejercicio de las actividades pastorales como sacerdote, la actividad docente y la organización y dirección de centros educativos de su orden. Fue entonces cuando emprendió la labor de investigación, análisis y divulgación de la antropología.
Entre 1977 y 1990 comenzó a realizar publicaciones en revistas especializadas en antropología filosófica. Entre 1990 y 1997 inició la publicación tanto en El Correo de Zamora como después en La Opinión El Correo de Zamora de las Hojas de Cultura Tradicional Zamorana, que dieron a conocer muchos aspectos de las costumbres y tradiciones de la provincia de Zamora. La serie contó con 184 publicaciones. Desarrolló la labor docente tanto en la Universidad Pontificia de Salamanca, además de en el centro de la UNED de Zamora.
Realizó una gran cantidad de publicaciones, tanto de artículos en prensa o revistas especializadas como en libros.
Fue el director de la serie de libros titulada Biblioteca de Cultura Tradicional Zamorana, publicada por la editorial Semuret en colaboración con la Diputación de Zamora, que en la actualidad cuenta ya con 19 títulos, alguno publicado ya de forma póstuma.
Su labor es considerada en muchos aspectos pionera en el campo de la etnografía y la antropología, habiendo dirigido principalmente sus esfuerzos al estudio de las zonas de Zamora y Trás-os-Montes, aunque también fomentó la recogida y estudio de testimonios personales de países como Brasil o Argentina. Falleció en Salamanca el 22 de abril de 2007, tras haber presentado tan solo un mes antes su último libro.
Tras su fallecimiento la Tertulia Cofrade Pasión de Salamanca dio su nombre al galardón que anualmente entrega a una persona o institución que hayan destacado por su labor en pro de la religiosidad popular y la Semana Santa salmantina.